# Kyathampalle
Kyathampalle is een census town in het district Mancherial van de Indiase staat Telangana. 

## Demografie
Volgens de Indiase volkstelling van 2001 wonen er 42.275 mensen in Kyathampalle, waarvan 51% mannelijk en 49% vrouwelijk is. De plaats heeft een alfabetiseringsgraad van 59%. 